# Wilder Streik bei Ford 1973
Wilder Streik bei Ford bezeichnet die Arbeitsniederlegung überwiegend türkischer Arbeitnehmer im Kölner Werk des Autoherstellers Ford im August 1973. Es handelte sich um einen wilden Streik, der mit einer Betriebsbesetzung verbunden war. Zugleich war es der erste größere Arbeitskampf in der Bundesrepublik Deutschland, der vor allem von Arbeitsmigranten getragen wurde. Er endete mit einer Niederlage der Streikenden. Dabei spielte eine erhebliche Rolle, dass Betriebsrat und IG Metall den Streik ablehnten und es den Streikenden auch nicht gelang, größere Teile der deutschen Belegschaft dauerhaft auf ihre Seite zu bringen.

## Vorgeschichte
Türkische Arbeitnehmer und Arbeitnehmerinnen wurden bei Ford in Köln seit dem Anwerbeabkommen zwischen der Bundesrepublik Deutschland und der Türkei im Jahre 1961 beschäftigt und machten 1973 ein Drittel (12.000) der gesamten Belegschaft aus.  Anlass für die Arbeitsniederlegung war die fristlose Entlassung von 300 türkischen Arbeitskräften durch den Personalvorstand Horst Bergemann im August des Jahres, die auch nach Verhandlungen nicht zurückgenommen wurde. Die Betroffenen waren, wie schon in den vergangenen Jahren, verspätet aus dem vierwöchigen Jahresurlaub zurückgekommen. Derartige Verspätungen hingen mit der langen Reise in die Türkei zusammen, die im Allgemeinen mit dem Auto unternommen werden musste und nur schwer zeitlich planbar war. In den Jahren zuvor war es freilich immer möglich gewesen, den Arbeitsausfall durch Zusatzschichten nachzuholen; dies wurde nun nicht mehr zugelassen. Besonders brisant wurde die Situation durch die Ankündigung, die Stellen der Entlassenen nicht mehr neu zu belegen, sondern die Arbeit auf die 35.000 restlichen Arbeitnehmer zu verteilen, da dies auch für die deutsche Belegschaft eine zusätzliche Arbeitsbelastung bedeutete.
Die Gruppe der türkischen Arbeiter befand sich im Werk in einer besonderen Situation: Sie zählten nahezu ausnahmslos zu den Hilfsarbeitern in der Endmontage und damit zu den niedrigsten Lohngruppen. Zugleich waren sie im 47-köpfigen Betriebsrat kaum vertreten. Vier türkische Betriebsratsmitglieder waren im Werk als Dolmetscher tätig und genossen aus diesem Grunde wenig Vertrauen. Dem einzigen türkischen Betriebsratsvertreter aus der Gruppe der Arbeiter hatte der Betriebsrat, der von der IG Metall dominiert war, die Freistellung verweigert.

## Streik
Am Freitag, dem 24. August, demonstrierten 400 türkische Arbeiter der Spätschicht auf dem Werksgelände für die Wiedereinstellung der entlassenen Kollegen. Daraufhin legte die gesamte Spätschicht, etwa 8.000 deutsche und türkische Arbeiter, die Arbeit nieder. Es wurden nun zusätzliche Forderungen an die Betriebsleitung erhoben: eine Mark mehr Stundenlohn, Reduzierung der Bandgeschwindigkeit, Verlängerung des Jahresurlaubs auf sechs Wochen, Wegfall der unteren Lohngruppen, ein dreizehntes Monatsgehalt sowie Verzicht auf Disziplinierungsmaßnahmen wegen des Streiks.
Am Montag, dem 27. August schloss sich auch die Frühschicht mit 12.000 Arbeitern dem Streik an und zog demonstrierend über das Werksgelände. Währenddessen verhandelte der Betriebsrat mit der Geschäftsführung, forderte aber zugleich die Streikenden auf, sich an die Friedenspflicht zu halten und die Arbeit wiederaufzunehmen. Da zahlreiche Streikende dem Betriebsrat misstrauten, wählten sie stattdessen ein Streikkomitee mit zwei Sprechern: Baha Targün und Dieter Heinert, ersterer der KPD (AO) nahestehend und letzterer Angehöriger des Kölner Anarcho-Syndikats sowie Mitglied des Schwarzkreuz/Rote Hilfe. Die IG Metall unterstützte den wilden Streik nicht und rief zur Wiederaufnahme der Arbeit auf. Die Betriebsleitung versuchte eine Aussperrung durchzusetzen und rief die Polizei zu Hilfe, um den weiteren Zugang zum Werksgelände zu verhindern, jedoch zunächst erfolglos. Hauptsächlich türkische Arbeiter blieben im Werk, übernachteten im Polsterlager und versammelten sich in der Endmontagehalle.
Am Mittwoch, dem 29. August machte die Betriebsleitung ein Kompromissangebot: „Überprüfung“ der Entlassungen, Teuerungszulage von 200 DM für jeden Arbeitnehmer. Die Arbeiter lehnten das Angebot in einer Abstimmung mit großer Mehrheit ab. Am Nachmittag dieses Tages kam es erstmals zu Schlägereien: Einzelne Streikende wurden von einer „Schlägerbande“ bedroht. Mittlerweile hatte sich auch die öffentliche Meinung bedrohlich zugespitzt. Die BILD-Zeitung dieses Tages schrieb von Kommunisten, die sich aufs Werksgelände eingeschlichen hätten; der Betriebsratsvorsitzende Ernst Lück meinte in der Kölner Boulevardzeitung Express, die Radikalen aus der Universität hätten ihren Tummelplatz zu Ford verlegt.
Als sich am folgenden Tag wiederum eine Demonstration von 2.000 Streikenden formierte, stießen sie auf eine „Gegendemonstration“, die teilweise mit Knüppeln und Schlagringen ausgerüstet war. Sie bestand aus Meistern und Vorarbeitern, Werkschutzangehörigen, aus Belgien herbeigeschafften Streikbrechern, Zivilpolizisten und leitenden Angestellten von Ford. Mit Gewalt wurde der Widerstand der Streikenden gebrochen, die Streikführer gejagt und schließlich der uniformierten Polizei überstellt. Targün wurde später in die Türkei abgeschoben.
Der Innenminister von Nordrhein-Westfalen, Willi Weyer (FDP), stellte Ford unter Beobachtung von Kriminalpolizei und Verfassungsschutz. Polizeilicher Schutz ermöglichte den Arbeitswilligen die Rückkehr zur Arbeit. 27 als „Rädelsführer“ Beschuldigte wurden verhaftet, weit über 100 Arbeitern wurde fristlos gekündigt, etwa 600 weitere kündigten, nach einigem Druck seitens des Arbeitgebers, von sich aus. Der Betriebsrat hätte den Entlassungen nach dem Betriebsverfassungsgesetz widersprechen können, es ist jedoch kein Fall bekannt, in dem Widerspruch eingelegt wurde.

## Stimmen
BILD kommentierte das Ende des Streiks mit ethnisierenden Schlagzeilen: „Deutsche Arbeiter kämpfen Ford frei.“ Aber auch die Gewerkschaft distanzierte sich sehr scharf von dem Streik, der Hauptvorstand der IG Metall sprach von „aus dem ganzen Bundesgebiet angereisten Extremisten“ und stärkte ausdrücklich dem Betriebsrat und seinem Vorgehen gegen den wilden Streik den Rücken. Dagegen hatte der damalige Bevollmächtigte der Ortsverwaltung der IG Metall Köln, Günter Tolusch, Verständnis für den Streik und unternahm Vermittlungsversuche, was zu scharfen Auseinandersetzungen mit dem Ford-Betriebsrat und schließlich zu Toluschs Entlassung führte.
Die Bundesregierung und Verbände warnten vor einer „Politisierung“ der ausländischen Arbeitskräfte. Bundeskanzler Willy Brandt forderte die Streikenden auf, „in die Arme der Gewerkschaft zurückzukehren“.

## Wirkung
Der Streik bei Ford war einer der wichtigsten innerhalb der Welle wilder Streiks 1973. Ihm voran gingen ähnliche Streiks wie beim Unternehmen Kolbenschmidt Pierburg in Neuss, bei Opel in Bochum und bei der Gutehoffnungshütte in Oberhausen, es folgten ähnliche Streiks wie bei Hella in Lippstadt. Insgesamt soll es 1973 in der Bundesrepublik zu 400 wilden Streiks mit etwa 300.000 Beteiligten gekommen sein.
1982 entstand der WDR-Fernsehfilm Diese Arbeitsniederlegung war nicht geplant von Thomas Giefer, Yüksel Uğurlu und Karl Baumgartner.